# Chhatona
Chhatona (en népalais : छतोना) est un comité de développement villageois du Népal situé dans le district de Sarlahi. Au recensement de 2011, il comptait 3 318 habitants.